# Ряжнов, Георгий Евгеньевич
Гео́ргий Евге́ньевич Ряжно́в (р. 19 января 1970, Обнинск, Калужская область, СССР) — советский и российский волейболист, тренер.
Серебряный призёр чемпионата России (1992), трёхкратный чемпион Ирана, серебряный призёр чемпионата Ливана, серебряный и бронзовый призёр чемпионата Азии среди клубных команд.
Тренер сборной России по пляжному волейболу (с 2009).

## Биография
Георгий Ряжнов родился 19 января 1970 года в городе Обнинске Калужской области. Мать — тренер по художественной гимнастике, мастер спорта СССР; отец — сотрудник Физико-энергетического института.
Учился в обнинской школе № 11.
Воспитанник обнинской волейбольной школы, первый тренер — Владимир Питанов. Вместе с Олегом Антоновым входил в первый выпуск спортивного класса СДЮСШОР Александра Савина.
 Я учился в первом спортклассе, который был создан в Обнинске. Утренняя тренировка начиналась в 7.30 утра. Вставал в шесть. Из дома до спортзала ходил пешком — в автобус не залезешь. В школе поучились, пообедали, сделали уроки на завтра и к шести вечера двинули на вторую тренировку. В девять возвращался домой. Мне такая жизнь нравилась. Учиться я, правда, не любил. Домашние задания переписывал у ребят…
Окончил Смоленскую государственную академии физической культуры, спорта и туризма.
Спортивную карьеру начал в ВК «Искра» (Одинцово), которую тренировал более старший воспитанник обнинской волейбольной школы Сергей Цветнов.
В сезонах 1990—1991 и 1991—1992 года выступал за ВК МГТУ, в составе которого стал серебряным призёром чемпионата России.
По рекомендации Сергея Кукарцева, уехавшего играть в Аргентину вслед за своей женой, был приглашён играть в аргентинский клуб[какой?]. С клубом, как позже говорил Ряжнов, ему не повезло — он оказался полупрофессиональным: днём игроки работали, а вечером играли или тренировались. С этой командой Ряжнов занял седьмое место в аргентинском чемпионате.
Вернувшись в конце 1992 года в Россию, начал играть во второй лиге за только что созданный СПВК «Обнинск», который в 1993 году стал лидером первой лиги и завоевал право играть в высшей лиге России. В 1996 году «Обнинск» занял седьмое место из двенадцати в высшей лиге и прекратил существование из-за финансовых трудностей.
После распада «Обнинска» Ряжнов поехал в Иран, где играл за клуб иранской автомобильной корпорации Paykan. Команда стала двукратным чемпионом Ирана и серебряным и бронзовым призёром чемпионата Азии среди клубных команд. После этого Ряжнов переехал в Ливан, где ему предложили более выгодные условия и предоставили квартиру и машину. Ливанский клуб[какой?], в котором играл российский волейболист, занял в национальном чемпионате второе место. Затем Ряжнов снова вернулся в Иран, где в составе своей команды снова стал чемпионом страны.
В сезонах 2000—2001 и 2001—2002 года, играя в российской высшей лиге «А» за ВК ЗСК-«Газпром», сначала занял в ней пятое место, затем вышел вместе с командой в Суперлигу. Для следующего сезона клуб купил несколько именитых игроков, и место Ряжнова в основном составе не было гарантированным. Эту ситуацию использовал главный тренер барнаульского ВК «Университет» Иван Воронков, пригласив Ряжнова в свой клуб и получив согласие опытного 32-летнего волейболиста.
Играл в калужской «Оке».
Амплуа — доигровщик.
После окончания игровой карьеры стал тренером в пляжном волейболе, начав тренировать женские пары в ВК «Обнинск». Вместе с Дмитрием Федотовым тренировал пару Екатерина Хомякова — Анна Возакова.
В 2009 году был привлечён к работе в сборной России по пляжному волейболу главным тренером Дэйном Селждником и стал вторым тренером сборной. Американскую методику тренировок, усвоенную от Селждника в сборной России, перенёс на всю обнинскую школу пляжного волейбола.
В 2011 году как один из лучших тренеров Калужской области получал губернаторскую стипендию.
Мастер спорта России.
Владеет фарси, английским и немного испанским языком.

### Семья
- Сестра — тренер по художественной гимнастике. Живёт в Италии[1].
- Жена — Алла, волейболистка. Занималась в той же спортшколе, в единственной группе девочек, набранной Владимиром Питановым. Спортивную карьеру завершила рано, после серьёзной травмы колена[1][5].
- Сын — Егор Георгиевич Ряжнов (р. 1998)[1][5].

## Достижения

### Игрок
- Бронзовый призёр чемпионата СССР-СНГ (1991, в составе ВК МГТУ)[11]
- Серебряный призёр чемпионата России (1992, в составе ВК МГТУ)[11].
- Трёхкратный чемпион Ирана[1]
- Серебряный призёр чемпионата Ливана[1]
- Серебряный и бронзовый призёр чемпионата Азии среди клубных команд (в составе ВК «Пайкан»)[1][11]
- Обладатель Кубка Сибири и Дальнего Востока (в составе ЗСК «Газпром»[11].

### Интервью
- Зюзин Сергей. Георгий Ряжнов: За рубежом говорил на фарси, английском и немного по-испански // Новости алтайского спорта. — 5 ноября 2002 года.

### Статьи
- Дворянкин Виталий. В «Универ» поступил чемпион Ирана // Алтайская правда. — 2 октября 2002 года. Архивировано 28 сентября 2013 года.
- «Университет» начал с «сухих» побед // Свободный курс. — 9 октября 2002 года.
- Борзов Вячеслав. Взлёт на песке: Интервью с Василием Ярзуткиным // НГ-регион. — 3 июля 2009 года.